# Thierry Vernet
Pour les articles homonymes, voir Vernet.
Thierry Vernet (Le Grand-Saconnex, 12 février 1927 - Paris, 1er octobre 1993) est un  peintre et illustrateur genevois établi à Paris, compagnon de route de Nicolas Bouvier.

## Biographie
Il écrit à 21 ans « Je crains bien que dans cinq cents ans l'on dise : « Thierry Vernet, mais oui, vous savez, celui qui connaissait Nicolas Bouvier. »  Oui, oui, peut-être bien que mon seul titre de gloire sera de t'avoir connu. Parce que je te sens drôlement en passe de devenir ce qu'on fait de mieux, et ça me fait rudement plaisir ».
Il est le mari de la peintre suisse Floristella Stephani (1930-2007), qu'il épouse le 16 mars 1955 à Galle (Ceylan), au terme du voyage de dix-sept mois effectué en compagnie de Nicolas Bouvier, odyssée relatée par ce dernier dans L'Usage du monde et par Thierry Vernet dans Peindre, écrire chemin faisant. Ce mariage donne son titre à la suite de ce dernier ouvrage, Noces à Ceylan.
Thierry Vernet et Floristella Stephani sont inhumés dans le cimetière parisien de Pantin.

## Publications
- Peindre, écrire chemin faisant (correspondance envoyée au jour le jour à sa famille pendant son voyage avec Nicolas Bouvier en 1953-54, de la Yougoslavie à l'Afghanistan dans leur petite Fiat Topolino), illustré par Thierry Vernet, précédé de Transcender le présent, par Richard Aeschlimann, et Voyager en peignant par Nicolas Bouvier. Lausanne, Éditions L'Âge d'Homme, 2006, 710 p.  (ISBN 978-2-8251-3701-7)
- Noces à Ceylan (suite de la correspondance publiée dans Peindre, écrire chemin faisant), illustré par Thierry Vernet et Floristella Stephani, Lausanne, Éditions l'Âge d'Homme, 2009, 236 p.  (ISBN 978-2-8251-3825-0)
- Dans la vapeur blanche du soleil : les photographies de Nicolas Bouvier ; Nicolas Bouvier ; Thierry Vernet ; Pierre Starobinski ; Genève, Éditions Zoé, 1999. (OCLC 42629321)
- L'Usage du monde : récit ; Nicolas Bouvier, illustré par Thierry Vernet ; Paris, Éditions La Découverte, 1985. (OCLC 14172915)
  - (de) Die Erfahrung der Welt. Trad. Trude Fein, Regula Renschler. Lenos, Bâle 2017
- Corymbe ; Hilaire Theurillat ; Thierry Vernet ; Genève, P. Cailler, 1952. (OCLC 40745104)
- Douze gravures de Thierry Vernet ; Thierry Vernet ;  Nicolas Bouvier ; Genève, [chez les auteurs], 1951. (OCLC 81047530)